# العلاقات البلجيكية الكولومبية
العلاقات البلجيكية الكولومبية هي العلاقات الثنائية التي تجمع بين بلجيكا وكولومبيا.

## مقارنة بين البلدين
هذه مقارنة عامة ومرجعية للدولتين:
| وجه المقارنة                                              | بلجيكا                                                                              | كولومبيا        |
| --------------------------------------------------------- | ----------------------------------------------------------------------------------- | --------------- |
| المساحة (كم2)                                             | 30.53 ألف                                                                           | 1.14 مليون      |
| عدد السكان (نسمة)                                         | 11.37 مليون                                                                         | 49.07 مليون     |
| الكثافة السكانية (ن./كم²)                                 | 372.42                                                                              | 43.04           |
| العاصمة                                                   | بروكسل                                                                              | بوغوتا          |
| اللغة الرسمية                                             | اللغة الهولندية، لغة فرنسية، اللغة الألمانية                                        | اللغة الإسبانية |
| العملة                                                    | يورو، فرنك بلجيكي                                                                   | بيزو كولومبي    |
| الناتج المحلي الإجمالي (بليون دولار)                      | 492.68 مليار                                                                        | 309.19 مليار    |
| الناتج المحلي الإجمالي (تعادل القوة الشرائية) بليون دولار | 514.74 مليار                                                                        | 724.96 مليار    |
| الناتج المحلي الإجمالي الاسمي للفرد دولار أمريكي          | 40.32 ألف                                                                           | 7.60 ألف        |
| الناتج المحلي الإجمالي للفرد دولار أمريكي                 | 43.44 ألف                                                                           | 13.36 ألف       |
| مؤشر التنمية البشرية                                      | 0.890                                                                               | 0.720           |
| رمز المكالمات الدولي                                      | +32                                                                                 | +57             |
| رمز الإنترنت                                              | .be                                                                                 | .co             |
| المنطقة الزمنية                                           | توقيت وسط أوروبا، ت ع م+01:00، ت ع م+02:00، توقيت وسط أوروبا الصيفي، أوروبا/بروكسل ‏ | 00              |

## منظمات دولية مشتركة
يشترك البلدان في عضوية مجموعة من المنظمات الدولية، منها:
| علم المنظمة | اسم المنظمة                               | تاريخ انضمام بلجيكا | تاريخ انضمام كولومبيا |
| ----------- | ----------------------------------------- | ------------------- | --------------------- |
|             | الاتحاد البريدي العالمي                   | ?                   | ?                     |
|             | مؤسسة التنمية الدولية                     | 2 يوليو 1964        | 16 يونيو 1961         |
|             | منظمة حظر الأسلحة الكيميائية              | ?                   | ?                     |
|             | منظمة التجارة العالمية                    | ?                   | ?                     |
|             | الأمم المتحدة                             | 27 ديسمبر 1945      | 5 نوفمبر 1945         |
|             | وكالة ضمان الاستثمار متعدد الأطراف        | 18 سبتمبر 1992      | 30 نوفمبر 1995        |
|             | منظمة الشرطة الجنائية الدولية             | ?                   | ?                     |
|             | مؤسسة التمويل الدولية                     | 27 ديسمبر 1956      | 20 يوليو 1956         |
|             | حلف شمال الأطلسي                          | 4 أبريل 1949        | ?                     |
|             | الاتحاد الدولي للاتصالات                  | 1866                | 25 أغسطس 1914         |
|             | البنك الدولي للإنشاء والتعمير             | 27 ديسمبر 1945      | 24 ديسمبر 1946        |
|             | المنظمة الهيدروغرافية الدولية             | ?                   | ?                     |
|             | الفريق المعني برصد الأرض                  | ?                   | ?                     |
|             | المركز الدولي لتسوية المنازعات الاستشارية | 26 سبتمبر 1970      | 14 أغسطس 1997         |
|             | يونسكو                                    | 29 نوفمبر 1946      | 31 أكتوبر 1947        |

## وصلات خارجية
- موقع وزارة الخارجية البلجيكية